# 하이힐 (1991년 영화)
《하이힐》(스페인어: Tacones lejanos)은 1991년 공개된 스페인의 멜로드라마 영화이다.

## 출연

### 주연
- 빅토리아 아브릴
- 마리사 파레데스
- 미구엘 보세

### 조연
- 안나 리자런
- 크리스티나 마르코스
- 페오도르 아킨
- 비비 앤더슨

## 기타
- 협력프로듀서: 엔리크 포스너
- 음향: 장 폴 뮤젤
- 미술: 피에르-루이스 데베네
- 의상: 조르지오 아르마니
- 의상: 페리스
- 의상: 조스 마리아 드 코시오